# Lissotriton italicus
Il tritone italiano o italico (Lissotriton italicus (Peracca, 1898)) è un anfibio caudato della famiglia Salamandridae, endemico dell'Italia.

## Descrizione
È un tritone di aspetto esile, lungo non oltre 8 cm, con testa piccola e squadrata ed una cresta ghiandolare su entrambi i lati della schiena. Ha una coda sottile, lunga circa quanto il resto del corpo. Nella fase acquatica presenta una cresta dorsale poco sviluppata. La livrea è generalmente brunastra o verde oliva sul dorso, con grandi macchie scure nei maschi. Il ventre è di colore dall'arancio brillante al giallo pallido con macchie più o meno scure.

## Distribuzione e habitat
È una specie endemica dell'Italia centrale (Marche, Lazio, Abruzzo e raramente in Umbria) e meridionale  (Molise, Campania, Puglia, Basilicata e Calabria), diffuso dal livello del mare sino a 2000 m d'altitudine. Vive in acque stagnanti o poco mosse.

## Biologia
Sono animali prevalentemente notturni, che nelle parti più settentrionali del loro areale possono andare incontro ad ibernazione nel periodo invernale. 

### Alimentazione
Si nutrono di piccole prede planctoniche e altri invertebrati.

### Riproduzione
L'accoppiamento avviene in acqua e le uova, con un diametro di 1,5 mm e avvolte in un involucro gelatinoso, vengono singolarmente attaccate a piante acquatiche. Dopo appena 2-4 giorni ne fuoriesce una larva di 5–7 mm, che negli habitat più caldi completa il suo sviluppo in 4-6 settimane, mentre in quelli più freddi può impiegare anche parecchi mesi; in alcune circostanze può osservarsi anche il fenomeno della neotenia, ovvero il persistere di caratteristiche morfologiche e fisiologiche tipiche delle forme giovanili.

## Conservazione
Lissotriton italicus è classificata dalla IUCN Red List come specie a basso rischio (Least Concern). La specie è inserita nell'Appendice II della Convenzione di Berna e nell'Allegato IV della "Direttiva Habitat".